# Egzorcyzmy Anneliese Michel
Egzorcyzmy Anneliese Michel (vertaald: Het exorcisme van Anneliese Michel) is een Poolse documentairefilm uit 2007, geregisseerd door Maciej Bodasiński.
De documentaire behandelt het verhaal van het exorcisme van Anneliese Michel, dat plaatsvond in 1976 in Duitsland. De documentaire bevat interviews met Ernst Alt, een van de priesters die exorcisme uitvoerden op het meisje, en Anna Michel, de moeder van Anneliese. Ook de Poolse pater en exorcist Andrzej Trojanowski wordt geïnterviewd. De film gebruikt 11 minuten geluidsopnames van het exorcisme op Anneliese Michel en een kort gesprek van Anneliese met pater Arnold Renz. De auteurs hebben tevens gebruikgemaakt van de vele documentatie die over de zaak geschreven is.
De film vertelt het verhaal van leven en dood van een jonge Duitse vrouw waarbij na een aantal jaren van vergeefse behandeling van epilepsie, werd besloten tot exorcisme. De film toont het dramatische verhaal van een meisje, haar familie en vriendje, tot aan de uitspraak van de rechtbank van Aschaffenburg in 1978, die de ouders en de twee exorcisten van Anneliese schuldig achtte aan opzettelijk veroorzaken van haar dood.
De film werd uitgezonden op de Poolse publieke zender TVP2 op Witte Donderdag 20 maart 2008.